# Orchestra Hall
El Orchestra Hall es una sala de conciertos ubicada en el 3711 de Woodward Avenue, en el centro de Detroit, en Míchigan. Es conocida por sus propiedades acústicas superiores y sirve como sede de la Orquesta Sinfónica de Detroit (DSO), de fama internacional, la cuarta orquesta más antigua de los Estados Unidos. Con la creación de un auditorio contiguo para jazz y música de cámara en 2003, el Orchestra Hall se convirtió en parte del Centro de Música Max M. y Marjorie S. Fisher. Fue incluido en el Registro Nacional de Lugares Históricos en 1971.

## Historia
La DSO había tocado previamente en la antigua Ópera de Detroit. Sin embargo, Ossip Gabrilowitsch exigió que el DSO construyera un auditorio adecuado antes de asumir su cargo como director musical. La construcción de la Orchestra Hall comenzó el 6 de junio de 1919 y se completó en apenas seis meses.

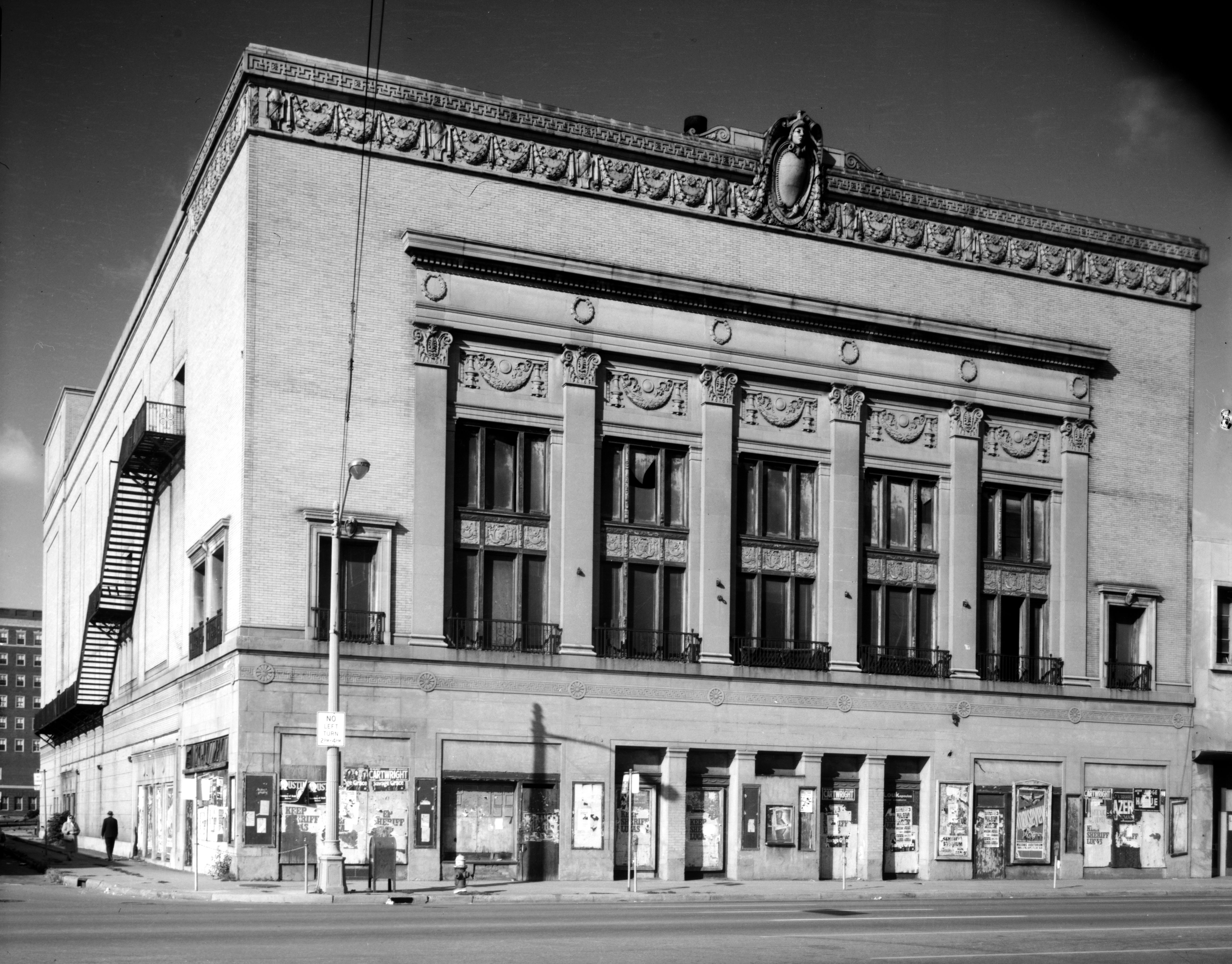
El Orchestra Hall en 1970.

La sala de 2.014 asientos fue diseñada por un notable arquitecto de teatro, C. Howard Crane. El primer concierto tuvo lugar el 23 de octubre de 1919 y la sala siguió siendo la sede de la DSO hasta 1939. Debido a las dificultades financieras de la Gran Depresión, esta se vio obligada a abandonar el Orchestra Hall y entrar en un acuerdo más económico para compartir el Teatro del Templo Masónico. 
El Orchestra Hall estuvo vacante durante dos años hasta que fue comprado por nuevos propietarios. Durante diez años, el Orchestra Hall presentó artistas de jazz con el nombre de Paradise Theatre, que se inauguró en la víspera de Navidad de 1941. El Paradise fue el anfitrión de los músicos de jazz más reconocidos, incluidos Ella Fitzgerald, Billie Holiday, Count Basie y Duke Ellington.
El Paradise cerró en 1951 y desde entonces el Orchestra Hall permaneció vacante durante casi veinte años hasta fines de la década de 1960, cuando estaba programada su demolición y que se utilizase su solar para construir un restaurante. Paul Ganson, el fagotista principal asistente de la DSO, encabezó un movimiento para redescubrir el salón y recaudar fondos para restaurarlo. El trabajo de renovación comenzó en 1970 y continuó durante aproximadamente dos décadas, con un costo aproximado de 6.8 millones de dólares. El edificio original requirió renovaciones extensas que incluyeron un nuevo escenario, todos los nuevos asientos, yeso y listones, y restauración de decoraciones históricas. Todo el trabajo de restauración se completó con el objetivo de mantener las finas propiedades acústicas por las que la sala era históricamente conocida. El salón fue agregado al Registro Nacional de Lugares Históricos en 1971. La DSO regresó al Orchestra Hall en 1989.
En los meses de verano de 2002 y 2003 se realizó un trabajo adicional en la sala como parte de la creación del nuevo Centro de Música Max M. y Marjorie S. Fisher, o "the MAX", como se le conoce. El trabajo incluyó renovaciones de las instalaciones originales, así como una expansión que alberga vestíbulos y áreas de recepción adicionales, vestuarios e instalaciones de almacenamiento, espacio para ensayos y un lugar de 450 asientos para actuaciones más íntimas.
El alcalde de Detroit entrega el discurso anual del Estado de la Ciudad en el Orchestra Hall.